# Dorsale del Cile
La dorsale del Cile è una dorsale oceanica, un margine divergente di placche tettoniche situato sul fondale dell'Oceano Pacifico. 
La dorsale separa la placca di Nazca dalla placca antartica. La sua estremità orientale è nella tripla giunzione del Cile dove la dorsale del Cile subduce sotto la placca sudamericana in corrispondenza della fossa di Atacama. La sua estremità occidentale è invece in un punto triplo a sud della microplacca di Juan Fernández dove interseca la dorsale del Pacifico orientale.